# Expedice 54
Expedice 54 byla čtyřiapadesátou expedicí na Mezinárodní vesmírné stanici (ISS). Byla šestičlenná, tři členové přešli z Expedice 53, zbývající trojice na ISS přiletěla v Sojuzu MS-07. Trvala od 14. prosince 2017 do 27. února 2018.
Sojuz MS-06 a Sojuz MS-07 expedici sloužily jako záchranné lodě.

## Posádka
| Posádka         | 1.část                       | 2.část                       |
| --------------- | ---------------------------- | ---------------------------- |
| Velitel         | Alexandr Misurkin, ROSKOSMOS | Alexandr Misurkin, ROSKOSMOS |
| Palubní inženýr | Mark Vande Hei, NASA         | Mark Vande Hei, NASA         |
| Palubní inženýr | Joseph Acabá, NASA           | Joseph Acabá, NASA           |
| Palubní inženýr |                              | Anton Škaplerov, ROSKOSMOS   |
| Palubní inženýr |                              | Scott D. Tingle, NASA        |
| Palubní inženýr |                              | Norišige Kanai, JAXA         |